# Río Volcán
El río Volcán, es un corto río que atraviesa el sur del departamento de Potosí, Bolivia. Este río tiene una longitud de 14 kilómetros de largo, recibe varios arroyos provenientes del deshielo de las montañas hasta su desembocadura en la laguna Coruto.